# Jenning Huizenga
Jenning Huizenga (Franeker, 29 de marzo de 1984) es un deportista neerlandés que compitió en ciclismo en la modalidad de pista, especialista en las pruebas de persecución.
Ganó una medalla de plata en el Campeonato Mundial de Ciclismo en Pista de 2008 y una medalla de bronce en el Campeonato Europeo de Ciclismo en Pista de 2013.
Participó en dos Juegos Olímpicos de Verano, ocupando el séptimo lugar en Londres 2012 en la prueba de persecución por equipos y el 18.º lugar en Pekín 2008 en persecución individual.

## Medallero internacional
| Campeonato Mundial | Campeonato Mundial        | Campeonato Mundial | Campeonato Mundial      |
| Año                | Lugar                     | Medalla            | Competición             |
| ------------------ | ------------------------- | ------------------ | ----------------------- |
| 2008               | Mánchester ( Reino Unido) | Medalla de plata   | Persecución individual  |
| Campeonato Europeo |                           |                    |                         |
| Año                | Lugar                     | Medalla            | Competición             |
| 2013               | Apeldoorn ( Países Bajos) | Medalla de bronce  | Persecución por equipos |